# Wanni
Wanni és el nom històric del territori al sud de la península de Jaffna. Els seus caps eren anomenats wannia (plural wannies) o wanniya (plural wanniyes) i eren semi-independents dels reis de Ceilan; després van estar subjectes a Portugal i Holanda durant els seus períodes de domini de l'illa, però encara van conservar una notable autonomia local. Consten també algunes dones al front dels nombrosos cacicats de Wanni, i en aquest cas eren anomenades Wanichchi.
Al darrer terç del segle xviii els caps de Wanni (els wannies) s'havien fet cada cop més independents i desafiants, fins al punt que al país ja no es podia fer res sense el seu consentiment. La Companyia Holandesa de les Índies Orientals va decidir posar el país sota domini directe i va enviar al tinent Nagel, anteriorment destacat a Manar, que ho va aconseguir no sense dificultats sobretot per part de dos caps menors (Wannichchis), Nella Nachchi i Chinna Nachchi; el primer havia succeït el 1765 al germà de la seva mare, Dom Caspar Nalla Mapane, que havia estat destituït el 1762 acusat de desobediència, en el govern de la divisió de Panangaman; el segon va fugir a la cort reial després va tornar a Wanni i es va establir a Mullaitivu. Nagel va assolir el govern del país havent de pagar un tribut anual d'arròs a la Companyia; Nagel tindria una força de policia per controlar la zona; la seva administració, des del punt de vista colonial, fou considerada un èxit. Va compilar una història del districte i un estat dels seus recursos.